# Concert per a piano per a la mà esquerra (Ravel)
El Concert per a piano per a la mà esquerra en re major va ser compost per Maurice Ravel entre 1929 i 1930, al mateix temps que el seu Concert per a piano en sol major. El concert va ser encarregat per Paul Wittgenstein, un concertista de piano que havia perdut el braç dret durant la Primera Guerra Mundial.

## Composició i estrena

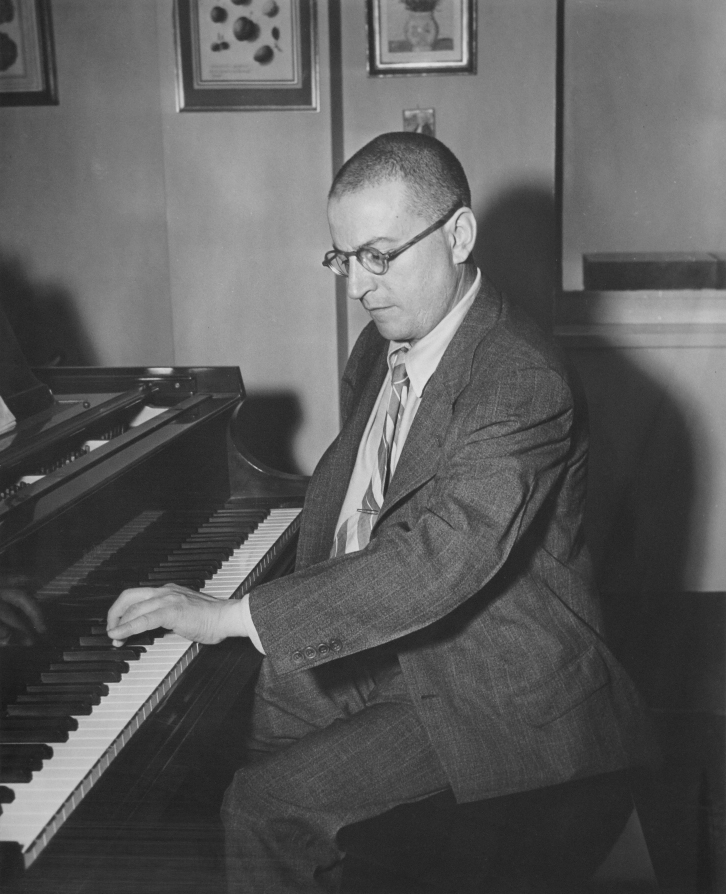
Paul Wittgenstein al piano

Per preparar-se per a la composició, Ravel va estudiar diverses peces escrites per a piano amb una sola mà, com ara Sis Études pour la main gauche de Camille Saint-Saëns (op. 135), la transcripció de Leopold Godowsky per a la mà esquerra dels Estudis de Frédéric Chopin (op. 10 i 25), l'Ecole de la main gauche de Carl Czerny (op. 399), 24 études pour la main gauche (op. 718), Fantasia en la major de Charles-Valentin Alkan (op. 76 núm. 1), i Preludi i Nocturn per a la mà esquerra d'Aleksandr Skriabin (op. 9).
Paul Wittgenstein va fer l'estrena amb Robert Heger i l'Orquestra Simfònica de Viena el 5 de gener de 1932; Ravel havia ofert primer l'estrena a Arturo Toscanini, que va declinar.
El primer pianista francès a interpretar l'obra va ser Jacques Février, escollit per Ravel.

## Estructura
Ravel se cita en una font dient que la peça només està en un moviment :41 i en un altre dient que la peça es divideix en dos moviments lligats entre si. :41 Segons Marie-Noëlle Masson, la peça té una estructura tripartida: lent–ràpid–lent, en lloc de l'habitual ràpid–lent–ràpid. Sigui quina sigui l'estructura interna, el 18-19 minuts de la peça transiten per diverses seccions en diferents temps i tonalitats sense cap pausa. Cap al final de la peça, part de la música de les seccions lentes inicials se superposa amb la música més ràpida, de manera que dos temps diferents sonen simultàniament.
El concert comença amb els contrabaix arpegiant suaument una harmonia ambigua (mi-la-re-sol) sent el fons d'un inusual solo del contrafagot. Tot i que posteriorment aquestes notes reben un gran pes estructural, també són les quatre cordes obertes del contrabaix, creant al principi la il·lusió que l'orquestra encara està afinant. Com és tradicional en un concert, el material temàtic es presenta primer a l'⁣orquestra i després se'n fa ressò pel piano. No és tan tradicional la dramàtica cadenza del piano que presenta per primera vegada el solista i prefigura la declaració del piano del material d'obertura. Aquest material inclou un tema A i un B, tot i que el tema B rep poca exposició. Un tema addicional introduït al principi presenta diverses similituds amb el cant Dies irae.
A l'exemple següent es mostra un fragment de la secció més ràpida, de vegades referida com a scherzo.
Audio playback is not supported in your browser. You can download the audio file.
Al llarg de la peça, Ravel crea ambigüitat entre els ritmes triples i dobles. Aquest exemple posa de manifest un dels casos més notables d'això.
El concert està escrit per a una gran orquestra formada per flautí, 2 flautes, 2 oboès, corn anglès, clarinet piccolo (en mi ♭ ), 2 clarinets (en la), clarinet baix (en la), 2 fagots, contrafagot, 4 trompes. en fa, 3 trompetes en do, 3 trombons, tuba, timbals, triangle, tambor, plats, bombo, bloc de fusta, tam-tam, arpa, cordes i el piano sol.

## Recepció i llegat
Encara que al principi Wittgenstein no es va adaptar als ritmes i harmonies influenciats pel jazz, amb el temps va arribar a agradar-li la peça. Quan Ravel el va sentir interpretar el concert per primera vegada en un concert privat a l'ambaixada francesa a Viena, es va enfurismar. "Va escoltar línies preses de la part orquestral afegides al solo, harmonies canviades, parts afegides, compassos tallats i, al final, una nova sèrie d'arpegis giratoris a la cadenza final. El compositor estava fora de si per la indignació i la incredulitat." Més tard, Wittgenstein va acceptar interpretar el concert tal com estava escrit, i els dos homes van solucionar les seves diferències, "però tot l'episodi va deixar un gust amarg en ambdós."
El maig de 1930 Ravel havia tingut un gran desacord amb Arturo Toscanini sobre el tempo correcte per a Boléro (la va dirigir massa ràpid per al gust de Ravel, que li va dir que l'havia de tocar a la velocitat més lenta que ell tenia en ment, o no tocar-la més.). El setembre, Ravel va reconciliar-se amb Toscanini i el va convidar a dirigir l'estrena mundial del Concert per a piano per a la mà esquerra, però el director va rebutjar la invitació.
Fins i tot abans de l'estrena, el 1931, Alfred Cortot va fer un arranjament per a piano a dues mans i orquestra; tanmateix, Ravel no el va aprovar i en va prohibir la publicació o interpretació. Cortot va ignorar aquesta prohibició i va tocar el seu arranjament, cosa que va portar Ravel a escriure a molts directors implorant-los que no contractessin Cortot per tocar el seu concert. Després de la mort de Ravel el 1937, Cortot va reprendre la interpretació del seu arranjament i fins i tot el va gravar amb Charles Munch dirigint l'Orquestra del Conservatori de París. Roger Muraro també va tocar aquesta peça durant el Concurs Internacional Txaikovski de 1986, guanyant el quart lloc en la competició de piano.